# 도모정
도모정(일본어: 鞆町)은 일본 히로시마현 누마쿠마군에 있던 정이다. 1956년에 후쿠야마시에 편입되었다. 관광지로 유명한 도모노우라가 유명하다